# Demografie von Malaysia

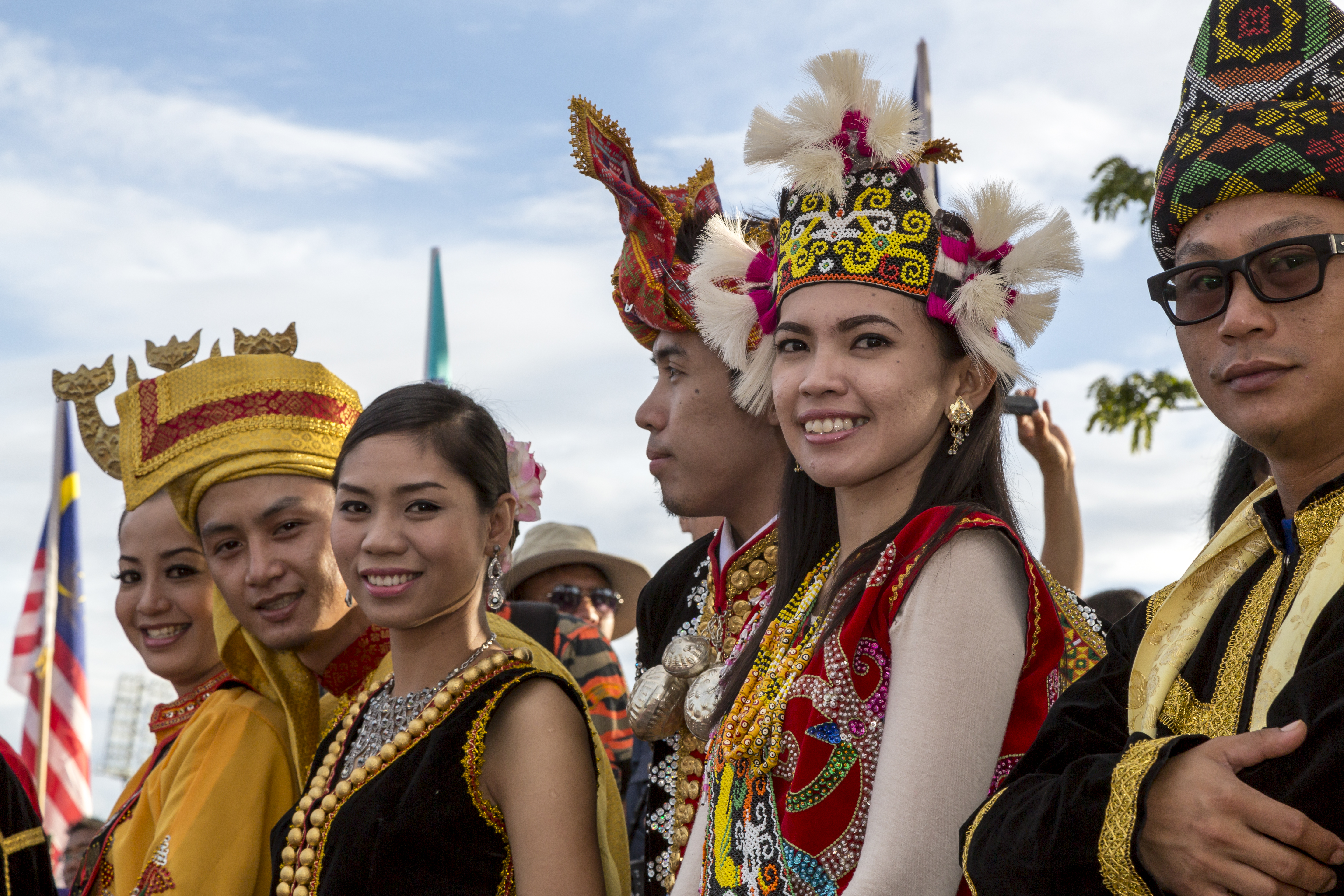
Malaysia ist ein multiethnischer Staat

Die Demographie von Malaysia ist hochkomplex und schwierig. Das Land Malaysia umfasst viele ethnische Gruppen neben den politisch dominierenden Malaien, die die Mehrheit ausmachen.
Der Ausdruck Malaysier bezeichnet eine Person mit der Staatsbürgerschaft Malaysias, das Eigenschaftswort ist „malaysisch“. Der Ausdruck Malaie dagegen bezeichnet die Zugehörigkeit zu einer spezifischen ethnischen Volksgruppe. Das Eigenschaftswort ist „malaiisch“.
2008 hatte Malaysia 27,2 Millionen Einwohner, davon etwa 5 Millionen in den beiden östlichen Bundesstaaten Sarawak und Sabah. Die malaysische Bevölkerungs-Wachstumsrate ist relativ konstant bei einem Wert von jährlich 2,4 %. Malaysia ist in seinem Bevölkerungsprofil ein junges Land: ca. 34 % der Bevölkerung sind unter 15 Jahre alt.

## Malaien
Zu den Malaien gibt es in Malaysia eine Verfassungsdefinition: Gemäß Artikel 160 der Malaysischen Verfassung sind sie Muslime. Diese Menschen werden, gemeinsam mit indigenen Völkern austronesischen Ursprungs (Kadazandusun, Dayak, Melanau und weiteren, hauptsächlich in Sabah und Sarawak lebenden Völkern, sowie den Orang Asli), Bumiputra genannt, „Söhne der Erde“.
Die indigenen Volksgruppen, die keine ethnischen Malaien sind, machen über 50 % der Bevölkerung Sarawaks und über 66 % der Bevölkerung Sabahs aus. Sie sind in Dutzende ethnischer Gruppen unterteilt, aber sie haben einige generelle Muster des Lebens und der Kultur gemeinsam. Bis ins 20. Jahrhundert praktizierten sie animistische Lokalreligionen, aber die meisten sind inzwischen Christen oder Muslime.

## Minderheiten
Die zweitgrößte ethnische Gruppe sind Chinesen, die historisch eine wichtige Rolle spielen im Handel und Gewerbe. Ethnische Inder machen die drittgrößte ethnische Gruppe aus.
Es gibt eine kleine Minorität, die in der staatlichen Kategorisierung gruppiert und bekannt ist als „andere“ Kategorie. Diese schließt Malaysier ein, die (u. a.) europäischer Abkunft sind oder aus dem Nahen Osten stammen.
Die Bevölkerungsverteilung ist ungleichmäßig: mit ca. 20 Millionen Einwohnern konzentriert die Mehrheit sich im flächenmäßig kleinen Flachland der schmalen Halbinsel Malaya. Der Rest der Bevölkerung lebt auf Nord-Borneo in den malaysischen Bundesstaaten Sarawak und Sabah in wesentlich geringerer Bevölkerungsdichte.
Es gibt keine Übereinkunft über die ethnische Zugehörigkeit von Kindern ethnisch unterschiedlicher Eltern. Einige Kinder wählen, der väterlichen Ethnie zuzugehören, während andere denken, sie fielen einfach in die „Andere“-Kategorie. Die Mehrheit wählt, sich als Malaie zu identifizieren, solange einer der Elternteile Malaie ist, hauptsächlich aufgrund der gesetzlichen Definition und Bevorzugung der Bumiputra.
Kinder aus chinesisch-indischen Mischehen werden als „Chindians“ bezeichnet. Obwohl dies keine offizielle Kategorie im staatlichen Zensus ist, ist diese eine steigende Zahl von Menschen insbesondere in städtischen Umfeldern.
In Malakka lebt eine kleine Gemeinde von Nachfahren der portugiesischen Kolonialherren, die katholisch ist und eine altertümliche Form des Portugiesischen spricht (nach eigenen Angaben können sie sich mit Brasilianern problemlos verständigen).
In den Grenzgebieten zu Thailand gibt es buddhistische ethnische Thais, im Süden Thailands muslimische Malaiien. Die Grenze stellt nicht die Grenze der Siedlungsgebiete dar.

## Orang Asli
Die einheimische Bevölkerung der Halbinsel Malaya sind als Orang Asli bekannt, was wörtlich „ursprünglicher Mensch“ heißt und ein Sammelbegriff ist für eine Varietät von ursprünglichen Menschen. Sie zählen ungefähr 60.000 Menschen. 60 Prozent von ihnen leben auf dem Lande und 40 Prozent im Umfeld von Städten. Sie waren die ersten Einwohner der Halbinsel Malaya. Die meisten von ihnen werden Negritos genannt und sind mit den Bewohnern von Papua-Neuguinea verwandt und möglicherweise auch mit den Aborigines in Australien und Völkern in Ostafrika. Sie kamen vor ungefähr 8000 Jahren auf die Halbinsel und lebten nomadisch. Die nächstgrößte Gruppe sind die Senoi, die vor 6000 bis 8000 Jahren einwanderten. Sie ähneln Berglandstämmen in Kambodscha und Vietnam; sie sind Wanderbauern. Der Rest sind Proto-Malaiien von Sumatra, die vor ungefähr 4000 Jahren einwanderten. Sie ähneln den Malaien. Viele von ihnen zogen in die Städte und wussten sich mit den Malaien per Heirat zu assimilieren.

## Gesamtbevölkerung
29.179.952 (Juli 2012, geschätzt)
- Altersstruktur

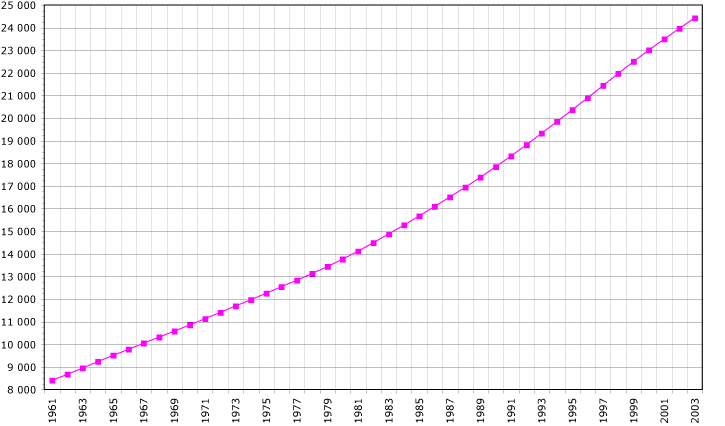
Demographie von Malaysia, Daten der FAO, 2005; Anzahl Einwohner in Tausend.

  - 0–14 Jahre: 29,6 %  (männlich 4.374.495/weiblich 4.132.009)
  - 15–64 Jahre:  65,4 % (männlich 9.539.972/weiblich 9.253.574)
  - 65 Jahre und älter:  5 % (männlich 672.581/weiblich 755.976) (2011, geschätzt)

## Statistik

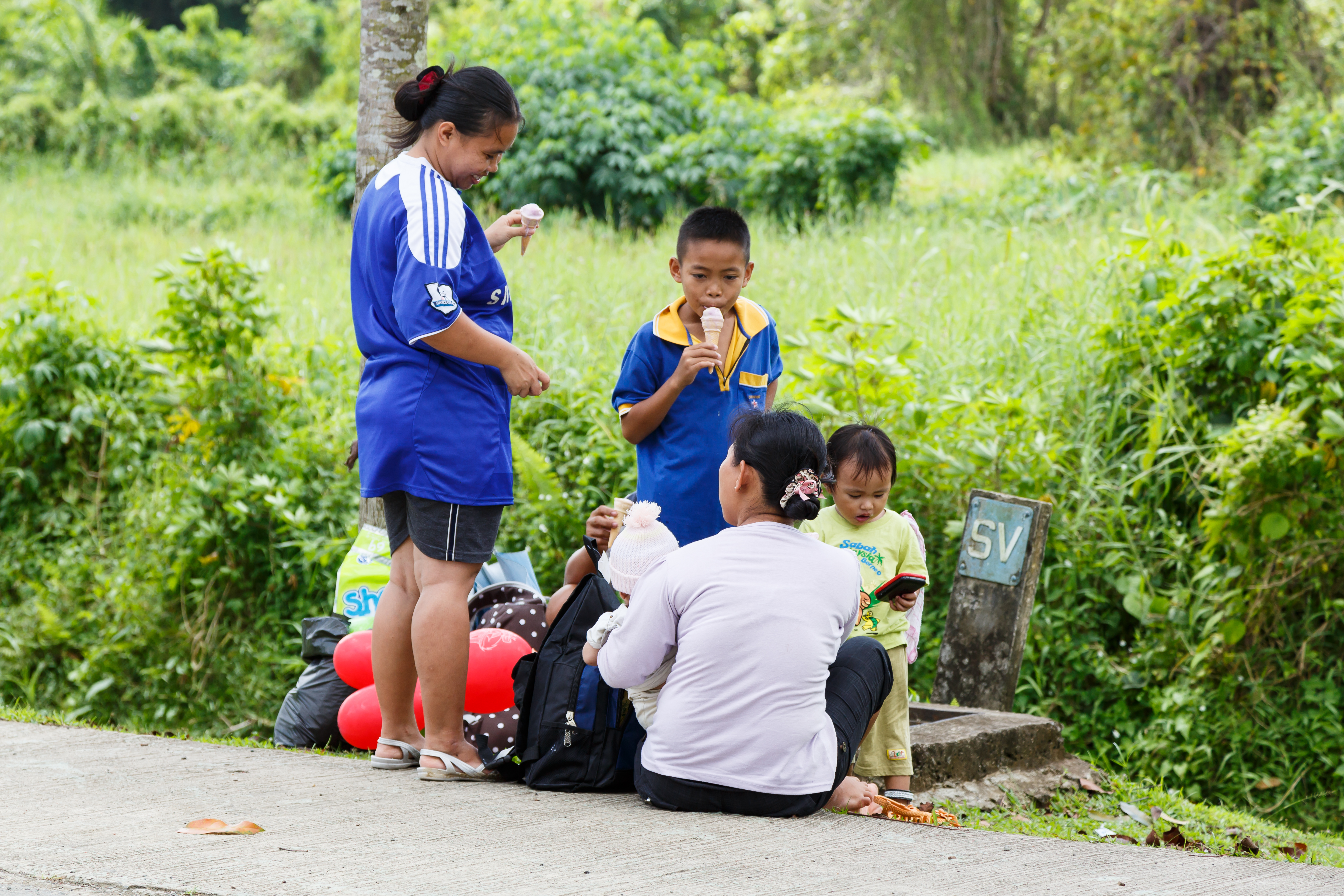
Malaysische Familien sind oft kinderreich; die Geburtenrate ist 2,5 mal höher als in Deutschland.

- Wachstumsrate: 1,54 % (2011, geschätzt)
- Geburtenrate: 20,74 Geburten/1000 Population (2011, geschätzt)
- Mortalitätsrate: 4,95 Tode/1000 Population (2011, geschätzt)
- Netto-Migrationsrate: −0,37 Migranten/1000 Population (2012, geschätzt)[3]
  - Anm.: diese Zahlen geben keinen Netto-Abfluss der unbekannten Anzahl von illegalen Immigranten aus anderen Regionen wieder
- Geschlechterverhältnis:
  - Geburt: 1,07 männliche/weibliche
  - unter 15 Jahren: 1,06 männliche/weibliche

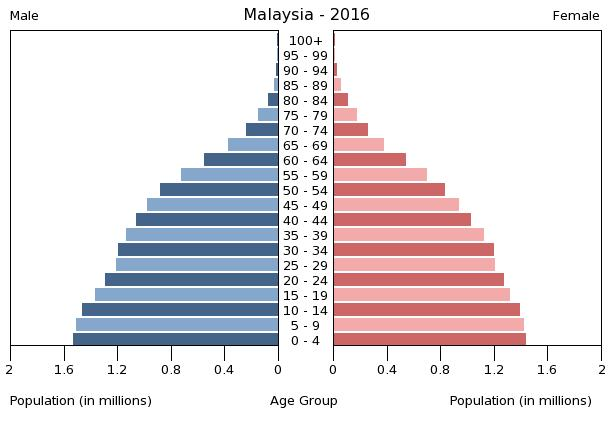
Bevölkerungspyramide Malaysia

  - Bevölkerungspyramide Malaysia15–64 Jahre: 1,03 männliche/weibliche
  - 65 Jahre und älter: 0,89 männliche/weibliche
  - Gesamtbevölkerung: 1,01 männliche/weibliche (2011, geschätzt)
- Kindersterblichkeit: 14,57 Tode/1000 Lebendgeburten (2010)
- Lebenserwartung bei der Geburt:
  - Gesamtbevölkerung: 74,04 Jahre
  - männlich 71,28 Jahre (2012, geschätzt)
  - weiblich:76,99 Jahre (2012, geschätzt)
- Gesamtfruchtbarkeit: 2,64 Kinder geboren pro Frau (2012, geschätzt)[3]

## Nationalität
- Name: Malaysier
- Adjektiv: Malaysisch

## Ethnische Gruppen
| Ethnolinguistische Zuordnung         | Population (Zensus 2005) |
| ------------------------------------ | ------------------------ |
| Abai Sungai                          | 500                      |
| Afrikaner                            | 1.000                    |
| Albaner                              | 50                       |
| Anglo-Amerikaner                     | 11.000                   |
| Australier                           | 20.000                   |
| Neuseeländer                         | 1.210                    |
| Araber, malaiisch sprechend          | 400.000                  |
| Araber, sonstige                     | 12.662                   |
| Arakaner                             | 12.000                   |
| Bajau                                | 203.320                  |
| Bajau, Bukit                         | 1.140                    |
| Bajau, Kagayan                       | 33.000                   |
| Bajau von der Westküste              | 52.000                   |
| Balau                                | 8.980                    |
| Balinesen                            | 5.065                    |
| Banjaresen                           | 1.187.734                |
| Bateq                                | 700                      |
| Bengalen, Bangladescher              | 200.000                  |
| Bengalen, Malaysier                  | 101.840                  |
| Bidayuh                              | 210.000                  |
| Bosniaken                            | 200                      |
| Briten                               | 39.594                   |
| Bugis                                | 718.435                  |
| Burmesen                             | 25.325                   |
| Butonese                             | 15.195                   |
| Champa                               | 10.000                   |
| Tschetschenen                        | 10                       |
| Chin, Myanmaren                      | 15.000                   |
| Chinesen, Baba                       | 417.673                  |
| Chinesen, Kantonesen                 | 1.376.386                |
| Chinesen aus Fujian                  | 222.441                  |
| Chinesen aus Guangxi                 | 186.211                  |
| Chinesen aus Hainan                  | 386.636                  |
| Chinesen, Hakka                      | 1.813.631                |
| Chinesen, Hokchiu                    | 379.077                  |
| Chinesen, Hokkien                    | 2.021.000                |
| Chinesen, Hoklo                      | 59.572                   |
| Chinesen, Hsiang                     | 70.446                   |
| Chinesen, Hui                        | 15.000                   |
| Chinesen, Mandarin                   | 973.207                  |
| Chinesen, Min Bei                    | 214.000                  |
| Chinesen, Min Dong                   | 253.248                  |
| Chinesen aus der Volksrepublik China | 172.972                  |
| Chinesen, Pu-Xian                    | 75.974                   |
| Chinesen, Teochew                    | 989.559                  |
| Eurasier, Malayo-Portugiesisch       | 6.035                    |
| andere Eurasier                      | 50.650                   |
| Philippinen, Nicht-Tagalog-Sprecher  | 645.783                  |
| Deutsche                             | 2.431                    |
| Gujarati, Bania                      | Unbekannt                |
| Gujarati, Bohra                      | 1.000                    |
| Gujarati, Khoja                      | Unbekannt                |
| Gujarati, andere                     | 25.325                   |
| Hindus                               | 50.560                   |
| Iban                                 | 650.000                  |
| Indische Bürger                      | 114.174                  |
| Indonesier (Sprache)                 | 253.248                  |
| Japaner                              | 12.662                   |
| Javaner, malaiisch sprechend         | 1.214.931                |
| Javaner, andere                      | 785.069                  |
| Juden                                | 10                       |
| Kadazandusun                         | 500.000                  |
| Kanaresen                            | 50.650                   |
| Kayan                                | 75.000                   |
| Khmer                                | 11.381                   |
| Malaien aus Brunei                   | 56.000                   |
| Malaien, Cocos-Insulaner             | 6.197                    |
| Malakker, Malaien aus Malakka        | 37.987                   |
| Malaien aus Negeri Sembilan          | 311.000                  |
| Malaien der Ost-Halbinsel            | 2.100.000                |
| Malaien der West-Halbinsel           | 7.579.000                |
| Malaien von Riau                     | 101.299                  |
| Malaien von Sabah                    | 126.624                  |
| Malaien aus Sarawak                  | 259.000                  |
| Malaien von Tioman                   | 50.650                   |
| Malayali                             | 151.949                  |
| Melanau                              | 34.080                   |
| Minangkabau                          | 538.826                  |
| Nepali                               | 208.000                  |
| Paschtunen                           | 5.065                    |
| Penan, Batu                          | 50                       |
| Punjabi                              | 101.299                  |
| Sindhi                               | 25.325                   |
| Singhalesen                          | 25.325                   |
| Tagalog                              | 25.325                   |
| Tamilen aus Jaffna                   | 23.000                   |
| Tamilen, andere                      | 1.798.062                |
| Tausug                               | 192.957                  |
| Telugu                               | 101.299                  |
| Thai                                 | 25.325                   |
| Urdu                                 | 12.662                   |
| Vietnamesen                          | 83.000                   |

## Vorfahren, benannt von malaiischen Malaysiern
Malaiische Malaysier sind verschiedener Herkunft.
Bis zu 40 % der Malaien in Malaysia haben arabische Vorfahren,
gefolgt von Vorfahren aus dem benachbarten Indonesien (etwa 30 %),
Südasien und manche Malaien haben sogar chinesische und europäische Vorfahren (Portugiesen, Armenier).

## Religionen
Islam (siehe Islam in Malaysia), Buddhismus, Daoismus, Hinduismus, Christentum, Sikhs; Anm. – Zusatz: Schamanismus wird im Osten Malaysias praktiziert.

## Sprachen
Malaysisch (offiziell), Englisch, Chinesische Dialekte (Mandarin, Kantonesisch, Hakka, Hokkien, Teochew, Hainan, Foochow), Tamil, Telugu, Malayalam, Thai.
Anmerkung, Zusatz: in Ost-Malaysia werden verschiedene indigene Sprachen gesprochen, die weitest verbreiteten sind Iban und Kadazan.
Die englische Sprache in offizieller Korrespondenz und Prüfungen basiert auf Britischem Englisch, obwohl es infolge des Fernsehens ebenso einen amerikanischen Einfluss gibt. Jedenfalls hat das Englisch, das in Malaysia gesprochen wird, sich verändert und wird „Manglish“ genannt. „Manglish“ ist dem „Singlish“ sehr ähnlich, dem Englisch, das in Singapur gesprochen wird, obwohl einige Slang-Ausdrücke sich unterscheiden.

## Alphabetisierung
- Definition: 15 Jahre alte und ältere Menschen können lesen und schreiben.
- Gesamtpopulation: 88,7 %
- Männer: 92 %
- Frauen: 85,4 % (2002)